# Чаславский, Василий Иванович
Чаславский Василий Иванович (1834 — 1878) — статистик. Был мировым посредником; позже состоял редактором статист. отд. мин. госуд. имущ. Участвовал в экспедиции по исследованию хлебной торговли и производительности в России, а также в комиссии по составлению программы сведений о сельской общине. Главные его труды: очерки хлебной торговли в «Трудах экспедиции Вол. Экон. и Геогр. обществ» (1869—1879) и статьи «Земледельческие отхожие промыслы» (в «Сборн. госуд. знаний», т. II, 1876) и «Вопросы русского аграрного устройства» («Отечественные Записки», 1878, № 8); им же составлена первая подробная почвенная карта Европ, России, изданная после его смерти департаментом земледелия, с объяснительным текстом В. В. Докучаева.

## Биография
Чаславский, Василий Иванович — известный исследователь народного экономического быта; род. в 1834 году, происходил из старинного дворянского рода Смоленской губернии; по окончании курса в Смоленской гимназии в 1853 году поступил на службу в канцелярию местного губернатора. Во время Крымской войны он находился в рядах Смоленского ополчения и, в звании адъютанта, совершил с ним несколько походов. В 1857 году он снова поступил на гражданскую службу в канцелярию С.-Петербургского генерал-губернатора, а в 1861 году был мировым посредником на своей родине. С 1868 года Василий Иванович начал службу в министерстве Государственных Имуществ, где до самой смерти занимал различные должности по сельскохозяйственному и статистическому отделам. В ночь с 18 на 19 июля 1878 года Чаславский выстрелом из револьвера лишил себя жизни.
Свою научную деятельность Чаславский начал в 1868 году с исследования о положении малолетних преступников и с составления проекта организации колонии для них; в этом году С.-Петербургский тюремный комитет объявил конкурс на премию в 1000 червонцев за лучшее сочинение об устройстве такой колонии. Василий Иванович представил сочинение на эту премию, и хотя её не получил, но все-таки принял горячее участие в этом деле. С 1870 года он в продолжение двух лет состоял директором тюремного комитета и в то же время был первым секретарем, а впоследствии почетным членом общества земледельческой колонии, основанной отчасти по его инициативе.
В том же 1868 году Чаславский поместил в журнале «Сельское хозяйство и лесоводство» статью «О земледельческих колониях и ремесленных приютах». В ней он статистическими данными, собранными в разных государствах, выяснил, какое огромное влияние на развитие преступных наклонностей оказывает бедность и дурная нравственная атмосфера, в которой находятся дети, не имеющие родителей или имеющие родителей порочных. Для борьбы с этим злом он указывает как на единственное средство, практикуемое в Западной Европе, — на устройство земледельческих колоний и ремесленных приютов, которые давали бы детям нравственное и вместе с тем практическое воспитание.
В числе ученых трудов, доставивших Чаславскому известность, главное место занимает его участие в экспедиции для исследования хлебной торговли и производительности в России. Первоначально ему было поручено исследование центрального района, что он и выполнил в 1871 году. В 1873 году ему было вторично предложено отправиться в экспедицию для исследования Приазовского и Донского районов, в состав которых были включены также Кубанская область, Ставропольская губерния и часть Закавказья. Предварительные отчеты об этих поездках появились в 1871 и 1873 годах в «Известиях» Географического Общества. Весь же собранный материал, тщательно обработанный и сгруппированный, был издан в 1873 и 1875 годах в «Трудах» экспедиции. За исполнение этих поручений Чаславский получил в 1873 году от статистического отделения Императорского Русского Географического Общества малую золотую медаль. В своем исследовании центрального района Чаславский указывает на недостаточность производительности хлеба для местного продовольствия в северной его части, ввиду чего население постоянно нуждается в привозном хлебе.
Своё исследование хлебной торговли в этом районе Чаславский разделил на две части, сообразно с главными направлениями торгового движения хлебных грузов. В первой части, изданной в 1873 году, помещено исследование хлебной торговли в приморском районе; а именно движение хлебных грузов к Москве, обзоры торговли Московского хлебного рынка и вывоза хлеба по Николаевской и Смоленской железным дорогам. К этой части присоединены карты хлебной торговли в центральном районе. Во вторую часть вошел обзор движения хлебных грузов к Риге и исследование о влиянии Рижского и С.-Петербургского портов на направление хлебного движения в центральном районе, обзор гужевого и судоходного движения хлебных грузов во Владимирскую губ. и Мещерский край, исторический очерк судоходства по Оке и её притокам, в связи с открытием железных дорог, и очерк крупчатого производства. Сведения о движении цен на хлеб и производительности разных мест Чаславский черпал из сообщений земских управ, городских дум, интендантских управлений и из сведений, получаемых от частных лиц. Большую же часть материала для настоящего исследования доставили данные, полученные от управлений железных дорог, которые, вместе с многочисленными сведениями о гужевом извозе и о движении грузов по водяным путям, дали возможность Чаславскому проследить главные изменения в хлебной торговле центрального района.
Все эти сведения добыты самим Чаславским во время его четырехмесячной поездки летом 1871 года. Масса статистического материала освещена в этом труде живым и ясным изложением, а приложенные карты представляют наглядное изложение общих результатов и их взаимное соотношение. Результатом второй поездки Чаславского было появление в 1874 году в «Трудах» Вольно-Экономического Общества статьи «О культуре зерновых хлебов и некоторых из горских аулов у северных предгорий Кавказа и на различных высотах между Владикавказом и Тифлисом». В ней Чаславский сопоставил данные о культуре хлебов и сельскохозяйственном быте горцев, живущих в горах, с бытом горцев, переселенных на плоскость в Кубанскую область и Ставропольскую губернию. Не ограничиваясь рамками поставленного ему исследования, В. И. собирал и много других данных, касающихся внутреннего быта нашей родины, особенно положения и нужд крестьян. Плодом таких наблюдений была появившаяся в «Сборнике государственных знаний» статья «О крестьянских земледельческих отхожих промыслах в связи с переселением крестьян», обратившая на себя внимание, так как она затрагивала один из живых внутренних наших вопросов, в то время очень мало освещенных.
Сама постановка Чаславским затронутых им в этой статье вопросов не утратила значения до нашего времени. Главный недостаток этой статьи Чаславского заключается в отсутствии точных цифровых данных о переселении крестьян и в отсутствии указаний на источники, из которых автор черпал приводимые им факты. Этим она вызвала в своё время возражение в «Биржевых Ведомостях» со стороны г-на Воропанова. Уже после смерти В. И. в «Отечественных Записках» появилась еще одна его статья: «Вопросы русского аграрного устройства». Вполне справедливо придавая огромное значение аграрному вопросу, Чаславский в этой статье бегло касается разных его сторон и выясняет их значение для России. Последнее время своей жизни Чаславский принимал деятельное участие в предприятии Географического Общества по разработке программы для исследования сельской общины. Все труды его отличаются, кроме несомненной добросовестности и тщательности исследований, редким беспристрастием и отсутствием каких-либо предрассудков.

## Труды
Труды Чаславского:
- - «Первая земледельческая школа в России» (1797—1803 гг.);
  - «Сельское хозяйство и лесоводство» (Журнал Министерства Земледелия и Государственных Имуществ, 1870 г., ч. 105, стр. 1—18);
  - «О земледельческих колониях и ремесленных приютах», в журнале «Сельское Хозяйство и Лесоводство», 1868 г., № 3 (ч. 97, 2), стр. 1—29;
  - «Хлебная торговля в центральном районе России», в «Трудах экспедиции, снаряженной Императорским Вольно-Экономическим и Русским Географическим Обществами, для исследования хлебной торговли и производительности в России»: ч. I, Торговля в примосковском районе", т. III, вып. 1, 1873 г.; ч. II, «Торговля в Риге», т. III, вып. 2, 1875 г.;
  - «Предварительный отчет за 1871 г.» («Известия» Географического Общества, 1871 г., отд. 2-й, стр. 377—386);
  - «Предварительный отчет за 1873 г.» в журнале «Сельское Хозяйство и Лесоводство», 1873 г., стр. 365—368;
  - «О культуре зерновых хлебов в некоторых из горских аулов у северных предгорий Кавказа и на различных высотах между Владикавказом и Тифлисом», в "Трудах Императорского Вольно-Экономического Общества, « т. І, № 1, стр. 27—37;
  - „О крестьянских земледельческих отхожих промыслах в связи с переселением крестьян“, в „Сборнике Государственных Знаний“, за 1875 г., т. II, стр. 181—211;
  - „Вопросы русского аграрного устройства“, в „Отечественных Записках“ за 1878 г., № 8, стр. 281—312, и 1879 г., т. І, стр. 219—232.